# Anna Urbaczka-Bury
Anna Urbaczka-Bury (ur. 17 czerwca 1925) – polska poetka, solistka, tancerka i kierowniczka Zespołu Regionalnego „Istebna”, gawędziarka ze Śląska Cieszyńskiego.

## Życiorys
W latach 1945–1960 była aktorką i reżyserką amatorskiego teatru w Istebnej. Realizował spektakle o tematyce religijnej oraz humoreski. Od 1947 była tancerką i solistką Zespołu Regionalnego „Istebna”. Od 1967 przez 20 lat kierowała zespołem. Opracowywała scenariusze i reżyserowała programy, które nagradzano na lokalnych, regionalnych i międzynarodowych festiwalach folklorystycznych. Po jej kierownictwem zespół został doceniony m.in. na Międzynarodowym Festiwalu Ziem Górskich w Zakopanem, podczas corocznych występów w Tygodniu Kultury Beskidzkiej, podczas Festiwalu Górali Polskich w Żywcu, w Ogólnopolskim Przeglądzie Zespołów Tanecznych i Kapel Ludowych w Kielcach i Radomiu. Brał udział w fabularnych produkcjach filmowych realizowanych w okolicach Istebnej, nagrał programy o regionalnej obrzędowości dla Polskiej Telewizji i Polskiego Radia Katowice.
Jest pisarką ludową. Tworzy wiersze i prozę o różnej tematyce. Skupia się na tradycjach ludowych, kulturze i historii regionu. Spisuje wspomnienia o ludziach i wydarzeniach ważnych dla kultury i sztuki w Istebnej. Od 1963 jest związana z Klubem Literackim im. Jerzego Probosza w Istebnej. Była doceniana za twórczość pisarską w gwarze Śląska Cieszyńskiego. Od 1964 jest członkinią Zarządu Macierzy Ziemi Cieszyńskiej w Istebnej.
Otrzymała: Odznakę „Zasłużony Działacz Kultury” (2001), Laur Srebrnej Cieszynianki za zaangażowanie w życie kulturalne społeczności istebniańskiej (2001), dyplom od Starosty Cieszyńskiego za osiągnięcia w rozwoju kultury, pielęgnowanie tradycji i folkloru Śląska Cieszyńskiego (2002), Nagrodę im. Oskara Kolberga (2015) oraz Srebrny Medal Zasłużony Kulturze Gloria Artis (2021).